# Perregrinus deformis
Perregrinus deformis is een spinnensoort in de taxonomische indeling van de hangmatspinnen (Linyphiidae).
Het dier behoort tot het geslacht Perregrinus. De wetenschappelijke naam van de soort werd voor het eerst geldig gepubliceerd in 1982 door Andrei V. Tanasevitch.